# Symphlebomis palawana
Symphlebomis palawana är en fjärilsart som beskrevs av William James Kaye. Symphlebomis palawana ingår i släktet Symphlebomis och familjen björnspinnare. Inga underarter finns listade i Catalogue of Life.